# Ridge Racer
Ridge Racer est une série de jeux vidéo de course automobile développée et éditée par Namco. Apparue en 1993, cette série de jeux d'arcade a ensuite été portée sur consoles de jeu.

## Jeux

### Arcade
- Ridge Racer (7 octobre 1993), Namco System 22.
- Ridge Racer Full Scale (1994), Namco System 22.
- Ridge Racer 2 (16 juin 1994), Namco System 22, version mise à jour du jeu original avec l'ajout d'un mode multijoueur, des musiques remixées et une vue arrière rétroviseur.
- Rave Racer (16 juillet 1995), Namco System 22.
- Pocket Racer (1996), Namco System 11.
- Ridge Racer V: Arcade Battle (2000), Namco System 246.
- Pachi-slot Ridge Racer (2008)
- Pachi-slot Ridge Racer 2 (2009)

### Consoles de salon et PC
- Ridge Racer (1994 - Japon, 1995 - USA/EU), PlayStation, similaire à la version arcade mais avec une vue à la 3e personne. Jeu de lancement de la PlayStation.
- Ridge Racer Revolution (1995 - Japon, 1996 - USA/EU), PlayStation.
- Rage Racer (1996 - Japon, 1997 - USA/EU), PlayStation.
- R4: Ridge Racer Type 4 (1998 - Japon, 1999 - USA/EU), PlayStation.
- Ridge Racer Turbo (1998 - Japon, 1999 - USA/EU), PlayStation, appelé Ridge Racer Hi-Spec Demo en Europe il s'agit d'une nouvelle version de l'épisode original comprenant moins de modes de jeu mais tournant à 60 images par seconde et incluant l'ombrage de Gouraud. Ce jeu était vendu comme bonus avec Ridge Racer Type 4.
- Ridge Racer 64 (2000), Nintendo 64, version exclusive à la Nintendo 64 et développée par Nintendo Software Technology Corporation (pas sorti au Japon).
- Ridge Racer V (2000), PlayStation 2 jeu de lancement de la PlayStation 2.
- R: Racing Evolution (2003), PlayStation 2, Xbox, Nintendo GameCube, spin-off plus axé simulation et comprenant des vrais véhicules sous licences constructeurs.
- Critical Velocity (2005), PlayStation 2, aussi appelé Rune Chaser, spin-off comportant des véhicules de la série (sorti uniquement au Japon).
- Ridge Racer 6 (2005), Xbox 360, jeu de lancement de la Xbox 360.
- Ridge Racer 7 (2006), PlayStation 3, jeu de lancement de la PS3.
- Pachi-slot Ridge Racer (2008), PlayStation 2.
- Ridge Racer Unbounded (2012), Microsoft Windows, PlayStation 3, Xbox 360, développé par Bugbear Entertainment (pas sorti au Japon).
- Ridge Racer Driftopia (2013), Microsoft Windows, PlayStation 3.

### Consoles portables
- Ridge Racer DS (2004 - USA, 2005 - EU), Nintendo DS, un portage de Ridge Racer 64 développé par Nintendo Software Technology avec la possibilité de contrôler la direction du véhicule en utilisant l'écran tactile (pas sorti au Japon).
- Ridge Racer (2004 - Japon, 2005 - USA/EU), PlayStation Portable, jeu de lancement de la PSP sorti au Japon sous le titre de Ridge Racers.
- Ridge Racer 2 (2006), PlayStation Portable, sorti au Japon sous le titre Ridge Racers 2.
- Ridge Racer 3D (2011), Nintendo 3DS, jeu de lancement de la 3DS.
- Ridge Racer (2011), PlayStation Vita, jeu de lancement de la PS Vita.

### Téléphones mobiles
- Ridge Racer (2005)
- Ridge Racers Mobile (2007)
- Ridge Racer Accelerated (2009, iOS)
- Ridge Racer Drift (2010)
- Ridge Racer Slipstream (2016)
- Ridge Racer - Draw & Drift (2016)